# مدارات الشرق
مدارات الشرق رواية سورية ألفها الكاتب السوري نبيل سليمان.وقع اختيارها كواحدة من ضمن أفضل مائة رواية عربية. منح جائزة غالب هلسا للإبداع الثقافي عام 1993 عبد الله باشر حبيل للرواية عام 2004 وضعت عن رواياته مؤلفات وأطروحات جامعية عديدة وشارك في مؤتمرات وندوات ومن رواياته ينداح الطوفان 1970، المسلة 1980 سمر الليالي 2000 ومن مؤلفاته.

## تقديم الكتاب
تمثل رواية مدارات الشرق للكاتب نبيل سليمان محاولة لاستجلاء ورصد العلاقات المجتمعية في الحياة السورية ومكنوناتها بصورة دقيقة وعميقة وهي بذلك ليست رواية تاريخية بالمعنى الضيق المتعارف عليه للتاريخ بقدر اهتمامها بتطور هذه العلاقات خلال فترة تاريخية معينة تتصف بأنها الأكثر حساسية وتأثيراً.
وفي هذه الرواية الرباعية وخاصة الجزء المعنون بالأشرعة يعيدنا نبيل سليمان إلى البدايات الحقيقية لسقوط الإمبراطوريات وتكون الدول وتشكل القوى ليقول للقارئ بصوت هامس وغير مباشر أحيانا.. إن تلك البدايات أوصلتنا إلى هنا وهي مرحلة مفصلية في حياة سورية حيث الحرب العالمية الأولى وتفتت الدولة العثمانية.